# Palau Reial de Montblanc
El Palau Reial és un edifici de Montblanc (Conca de Barberà), al carrer Guillem de Llordat, 7, d'estil gòtic amb façana de carreus de pedra treballada. És un dels molts edificis militars, religiosos i civils que es bastiren al segle xiii i la primera meitat del segle xiv a la vila. Popularment es creu que feia les funcions de palau i seu reial dels monarques catalans dins del clos emmurallat. A la darreria de l'edat mitjana, el palau passà al llinatge dels Llordat.
Actualment la façana està molt desfigurada per diverses reformes que van malmetre la distribució interior i els finestrals de la planta principal, ara amb balcons. A més, el seu perímetre original va ser canviat. Amb tot, encara ara s'hi poden observar les restes de diversos finestrals gòtics, d'un finestral gòtic tripartit i, just a sota, una finestra que recorda la decoració de les capelles barroques, i restes de grans arcades que devien ser els antics portals.